# Xã Reily, Quận Butler, Ohio
Xã Reily (tiếng Anh: Reily Township) là một xã thuộc quận Butler, tiểu bang Ohio, Hoa Kỳ. Năm 2010, dân số của xã này là 2.624 người.